# Castel Colonna
Castel Colonna ist ein Ort in der Gemeinde Trecastelli und war bis 2014 eine italienische Gemeinde (comune) in der Provinz Ancona in den Marken. Der Ort liegt 125 m. s. l. m. etwa 33 Kilometer von Ancona entfernt in unmittelbarer Nähre zur Provinz Pesaro und Urbino. Bis zum Adriatischen Meer sind es neun Kilometer in nordöstlicher Richtung. Tomba di Senigallia war der Name der Gemeinde bis 1921. Der Cesano bildete die nördliche Gemeindegrenze. Ortsheiliger ist Marina von Bithynien.
Am 1. Januar 2014 schloss sich Castel Colonna mit den Gemeinden Ripe und Monterado zur neuen Gemeinde Trecastelli zusammen.
Die Gemeinde hatte am 31. Dezember 2013 1058 Einwohner auf 13,3 km². Nachbargemeinden waren Corinaldo, Mondolfo (PU), Monterado, Ripe und Senigallia. Zu Castel Colonna gehörten die Fraktionen Croce, Francavilla und Giombino.